# Karel Vaňura
Karel Vaňura (27. února 1937, Hořice – 2018, Praha) byl malíř, sklářský výtvarník a vysokoškolský pedagog. Byl jedním z nejvšestrannějších výtvarníků, ale v obecném povědomí je vnímán především jako pedagog Vysoké školy uměleckoprůmyslové.

## Život
Karel Vaňura se narodil 27. února 1937 v Hořicích. Dětství prožil za války a mládí na přelomu 40. a 50. let v době nejtužšího komunistického režimu. V letech 1952–1957 studoval na Střední uměleckoprůmyslové škole sklářské v Železném Brodě, kde byl ředitelem Karel Hrodek a po něm od roku 1954 Stanislav Libenský. 
V roce 1957 začal studovat na Vysoké škole uměleckoprůmyslové v Praze v Ateliéru malířských technik skla pod vedením profesora Josefa Kaplického. U Kaplického byl kladen důraz na kresbu podle modelu a v plenéru a vyučovala se zde malba skla a techniky zdobení skla leptem, rytím a pískováním, ale také obecné teoretické základy umění. Položil základy autorského skla, neboť výtvarné nároky na vzhled nadřazoval jeho funkčnosti. Vaňurovými spolužáky byli Dana Vachtová, Eliška Rožátová, Bohumil Eliáš, Karel Wünsch nebo Rudolf Volráb. Po dokončení studia absolvoval v letech 1963–1965 povinnou vojenskou službu.
Roku 1965 si ho jako lektora a asistenta vybral do svého ateliéru Stanislav Libenský, který byl obeznámen s Vańurovým dílem od počátku jeho profesní kariéry. Díky své vysoké postavě byl Vaňura nepřehlédnutelný a jeho současníci i žáci na něj vzpomínají jako na mimořádně talentovaného a manuálně zručného a precizního výtvarníka i řemeslníka, charakterního člověka a altruistu, vždy ochotného pomoci druhým. Jako malíř a sklářský výtvarník byl od počátku své umělecké kariéry jedním z výrazných talentů své generace. V 60. letech se věnoval zejména malbě a od roku 1966 se zúčastňoval výstav mladých výtvarníků. Roku 1969 krátce zastával funkci náhradníka v kontrolní komisi SČSVU, ale v následujících letech měl statut ideologicky nespolehlivého a nikdy nevěděl, zda mu bude schválena zakázka nebo povolena pedagogická činnost. Volnou tvorbu opustil počátkem normalizace a od roku 1971 se plně věnoval pedagogické činnosti a návrhům skla do architektury. Získal tak svobodu a nemusel se  zúčastňovat různých kolektivních výstav ke komunistickým výročím.
Vedle někdy sebestředného Libenského zůstával v pozadí, ale když byl Libenský roku 1987 donucen odejít do penze a nahradil ho komunistický kádr Jaroslav Svoboda, rezignoval na místo asistenta a přešel do ateliéru produktového designu k A. Applovi. Roku 1987 byl jmenován docentem, roku 1993 profesorem. Roku 1991 mu byl diagnostikován nádor v mozku, ale operace byla úspěšná a Karel Vaňura se plně zotavil. V letech 1989-2002 působil na VŠUP jako učitel kresby, poté do roku 2018 jako umělec ve svobodném povolání.
Koncem 80. let se vrátil k volné tvorbě a roku 1988 měl autorskou výstavu ve Frankfurtu, ale po roce 1989 se i v důsledku zdravotních problémů stáhl do ústraní a povědomí o jeho tvorbě se vytrácelo. Jeho dílo připomněla až výstava v Museu Kampa roku 2020.

### Ocenění
- 1967 – 1. cena za malované sklo, Montreal (mimo soutěž na Expo 67)[11]
- 1971 – 1. cena, 3. trienále rytého a řezaného skla, Brno
- 1973 – Nejlepší výrobek roku, Nový Bor

## Dílo
Karel Vaňura se během studia na střední škole a VŠUP zabýval zdobením skla leptem a rytím, po roce 1959 též listrováním a smaltem. Jako diplomovou práci odevzdal roku 1963 návrh na skleněnou stěnu zdobenou leptem a s předsazenou figurální mříží pro administrativní budovu továrny na lékařské přístroje (arch. Jindřich Goetz). Jeho první uskutečněnou realizací byla skleněná stěna pro svatební síň v Praze na Smíchově (1964, nedochováno). V 60. letech se věnoval tvorbě autorského skla zdobeného abstraktními dekory, malbě a grafice. Jeho díla z let 1963-1965 charakterizuje úsilí o zvládnutí kompozice a konstrukce obrazu. Své grafické listy představil roku 1965 v Písku na výstavě Grafika 65, pro kterou Jaromír Zemina vybral díla tehdejších progresivních autorů (Šimotová, Koblasa, Sekal, Veselý, ad.). Vaňurova malba, ovlivněná zprvu Bohumilem Kubištou a bruselským stylem, se vyznačuje úspornou barevností a kubizujícími tvary. Od poloviny 60. let je zcela původní a autentická. Výtvarně mu byli blízcí autoři jako Adriena Šimotová, Jiří John nebo Jiří Mrázek, ale kolem roku 1965 se Vaňurova malba mění a krajina nebo figura je postupně redukována na znak, vyznačený linií a světlými stínovanými plochami.
Pro Expo 67 připravil sérii váz z bezbarvého skla foukaných do formy, zdobených abstraktním malovaným dekorem a rytím. Pro jeho pozdější tvorbu je charakteristické užití transparentních vypalovaných barev kombinovaných se smalty. Vaňurovy malby jsou spíše kresby na plátně, se soustavou stylizovaných antropomorfních nebo geometrických znaků, vrstvenými barevnými podklady a lazurami a detaily zdůrazněnými barevnými akcenty. Některé motivy použil současně v malbách i při zdobení skla. Roku 1967 se v jeho dílech poprvé objevily varianty několika navzájem se překrývajících barevných pruhů v bílé, oranžové a červené. Jeho skleněné objekty se vyznačují jednoduchými tvary na kterých tvoří citlivě laděné a lyrické kompozice. Využívá při tom transparenci skla i jeho strukturu.
Během roku 1968 se jeho malířské gesto zásadně mění a v obrazech se dominantním prvkem stane barva, zejména rudá, která obraz radikalizuje. V letech 1968-1970 vytvořil asi 30 obrazů s figurálními náměty. Patrně první obraz z této série je sestavou amorfních prvků překrytých dvěma jasně červenými segmenty a zeleným útvarem připomínajícím vozidlo s hlavní. Vaňura své obrazy nepojmenoval a nikdy neposkytl žádný rozhovor, kterým by obrazy komentoval, ale vzhledem k dataci v roce 1968 jde pravděpodobně o reakci na invazi sovětských vojsk v srpnu 1968. Jeho díla z tohoto období zobrazují hlavu nebo jiné části lidského těla až brutálním způsobem (amputovaná ruka) a červená barva, která místy stéká jako krev, jim dává silný existenciální podtext. V obrazech jsou zašifrovány nejrůznější detaily kreslené tužkou, jako písmena, šipky nebo drobné objekty.
Kolem roku 1970 začal Vaňura více pracovat se sklem a malířskou tvorbu od roku 1971 do druhé poloviny 80. let přerušil. Vytvořil řadu závěsných skleněných reliéfních objektů z hutního a štípaného mozaikového skla a skla zdobeného pískováním a rytím, jejichž kompozice i barevnost vychází z jeho obrazů. Popud vzešel od Karla Hetteše, který připravoval sklářskou expozici pro veletrh uměleckých řemesel v Mnichově (1972). Největším dílem z tohoto období byla skleněná stěna pro Základní školu ve Skutči z roku 1974. V témže roce navázal spolupráci s expertem na vitráže zakládané v olovu Jiřím Černohorským a spolu s ním realizoval několik zakázek na vitrážová okna (vinárna na Novotného lávce, zámek Lnáře). Vytvořil pak sérii geometrických a prostorových vitrážových objektů z tabulek čirého skla zakládaných do olova. Složením prostupujících se plánů vzniká nový prostorově iluzivní objekt. Sklo působilo svou vlastní strukturou nebo bylo zdobeno rytím, matováním, zřídka malbou. Zúčastnil se nezávislých výstav na téma Prostor (1982, 1986), které organizoval Kristián Suda a výstavy skla ve Vojanových sadech (1987). Roku 1982 a 1988 se zúčastnil Mezinárodních sklářských sympzií v Novém Boru. Roku 1985 získal zakázku na výzdobu vestibulu stanice metra Strašnická, pro kterou vytvořil barevná prostorová okna o délce 16 m. Realizace se odchýlila od původního záměru a od roku 1990 ji zakrývají obchody.
Roku 1987 vytvořil prostorovou instalaci Kamarád pro výstavu na hradě Svojanov, která byla koncipována jako pocta Vladimíru Kopeckému. Po roce 2002, kdy odešel z VŠUP, vytvořil kolem 800 kreslených nebo malovaných obrazů menších formátů na sololitu nebo překližce, do kterých vlepoval drobné detaily ze skla, polodrahokamů, hornin nebo kartonu. Tlumená barevnost, často pouze odstíny jediné barvy, odpovídá zobrazení krajin a energii země a hornin. Z roku 2018 je poslední velká Vaňurova realizace - posuvné skleněné dveře pro firmu LifeM v Říčanech.

### Zastoupení ve sbírkách (výběr)
- Corning Museum of Glass, New York
- Glass Museum Frauenau
- Glasmuseum Hentrich, Düsseldorf
- Victoria and Albert Museum, Londýn
- Steinberg Foundation, Vaduz
- Uměleckoprůmyslové museum v Praze
- Moravská galerie v Brně[28]
- Severočeské muzeum v Liberci
- Východočeské muzeum Pardubice
- Západočeské muzeum v Plzni
- Muzeum skla a bižuterie Jablonec nad Nisou
- sbírka České spořitelny Praha

### Výstavy

#### Autorské
- 1965 Karel Vaňura, Okresní muzeum Hořice
- 1968 Bohuslav Tůma, Karel Vaňura, Městské muzeum, Hořice
- 1969 Karel Vaňura: Obrazy, Galerie na Karlově náměstí, Praha
- 1973 Nová síň, Praha (s. B. Eliášem, R. Fišarem, K. Touškovou, E. Rožátovou, D. Vachtovou)
- 1975 Galerie Karolina ((s. M. Karlem, O. Plívou)
- 1983 Galerie Rob van den Doel, Den Haag
- 1983 Gallery dan Klein, Londýn
- 1987 Barcelona
- 1988 Galerie Gottschalk-Betz, Frankfurt nad Mohanem
- 1989 Nová síň, Praha (s M. Karlem, V. Kopeckým, J. Matoušem, E. Rožátovou)
- 2022 Karel Vaňura: Vrstvení / Layering, Museum Kampa - Nadace Jana a Medy Mládkových, Praha[29]

#### Kolektivní (výběr)
- 1963 Glass, Menton
- 1964 Glas, München[30]
- 1965 Grafika 65, Okresní vlastivědné muzeum, Písek, Galerie Václava Špály, Praha
- 1966 Výstava mladých / Exposition des jeunes, Dům pánů z Kunštátu, Brno
- 1967 Czechoslovak Industrial Design, Design Centre, Londýn
- 1967 Výstava mladých ´67, Výstavní síň Ústředí lidové umělecké výroby (ÚLUV), Praha
- 1967 1. pražský salon, Bruselský pavilon, Praha
- 1968 Výstava mladých ´68, Výstavní síň Ústředí lidové umělecké výroby (ÚLUV), Praha
- 1969 50 let českého užitého umění a průmyslového výtvarnictví, Mánes, Praha, 50 Jahre der Tschechischen angewandten Kunst und Industrial Design, MAK - Österreichisches Museum für angewandte Kunst / Gegenwartskunst, Vídeň
- 1969 Bohumil Eliáš, Jindřich Goetz, Kapka Toušková, Karel Vaňura, Městské muzeum, Hořice
- 1970 Jazz a výtvarné umění, Galerie ve věži, Mělník
- 1970 Výstava mladých ´70, Mánes, Praha
- 1970 Současné české sklo, Mánes, Praha (výstava ke kongresu AICA)
- 1970 Zamiary i zapasy: 50 lat czeskiej sztuki stosowanej i plastyki przemysłowej, Muzeum Śląskie, Wrocław
- 1973 Art tchèque contemporain: Gravure, céramique, verres / Zeitgenössische tschechische Kunst: Druckgraphik, Keramik, Gläser, Musée d'art et d'histoire Fribourg / Museum für Kunst und Geschichte Freiburg, Fribourg
- 1973/1974 Böhmisches Glas der Gegenwart, Museum für Kunst und Gewerbe Hamburg, Hamburk, Museum Kunstpalast (Kunstmuseum Düsseldorf), Düsseldorf, Badisches Landesmuseum Karlsruhe, Kunstgewerbemuseum Berlin, Kunstsammlungen der Veste Coburg
- 1974 Hedendaagse ambachtskunst uit Tsjechoslowakije, Bruggy
- 1977 Umělecké sklo 1977. Oborová přehlídka současné sklářské tvorby, Praha
- 1980 Trienále řezaného skla, Uměleckoprůmyslové muzeum, Brno
- 1982 Prostor 1, Památník národního písemnictví, Praha
- 1983 Prostor 2, Veletržní palác, Praha
- 1984 Československé sklo '84: Umělecká sklářská tvorba, Valdštejnská jízdárna, Praha
- 1984 Glass 84, Odakyu Grand Gallery, Tokyo
- 1984 Contemporary Czechoslovakian Glass Art, Owens Illinois Arts Center, USA
- 1985 "11", vitraj 1984/85, Výstavní síň  Malá Skála
- 1986 Prostor 3, Všemina, vodní nádrž, Všemina
- 1987 Vidre d´art, Hivernacle Barcelona
- 1987 Vladimír Kopecký a 8. skleněná plastika, Hrad Svojanov
- 1989 Plocha, prostor, Galerie Nová síň, Praha
- 1989/1990 Verres de Bohême: 1400-1989 chefs-d'œuvre des musées de Tchécoslovaquie, Musée des Arts décoratifs, Paříž
- 1991 Prague Glass Prize 91 / Sklářská cena Praha 91, Mánes, Praha
- 1994 Sklo 20. století, Východočeské muzeum, Pardubice
- 1996/1997 B. Eliáš, J. Exnar, V. Kopecký, J. Matouš, E. Rožátová, J. Rybák, G. Šabóková, I. Šrámková, K. Vaňura, Muzeum skla a bižuterie v Jablonci nad Nisou
- 2005 Aufbruch. Tschechische Glas 1945-1980, Museum Kunstpalast (Kunstmuseum Düsseldorf), Düsseldorf
- 2005/2006 Design in an Age of Adversity: Czech Glass, 1945-1980, The Corning Museum of Glass, Corning, Museum of Glass, Tacoma
- 2007 Czech Glass / 1945-1980 (Design in an Age of Adversity and Illusion) / České sklo / 1945-1980 (Tvorba v době mizerie a iluzí), Veletržní palác, Praha
- 2011/2012 Hold sklu / A Homage to Glass, Severočeské muzeum p.o., Liberec, Muzeum Prostějovska, Prostějov
- 2012/2013 Vše nejlepší! České sklářské umění, Uměleckoprůmyslové museum, Praha

## Galerie

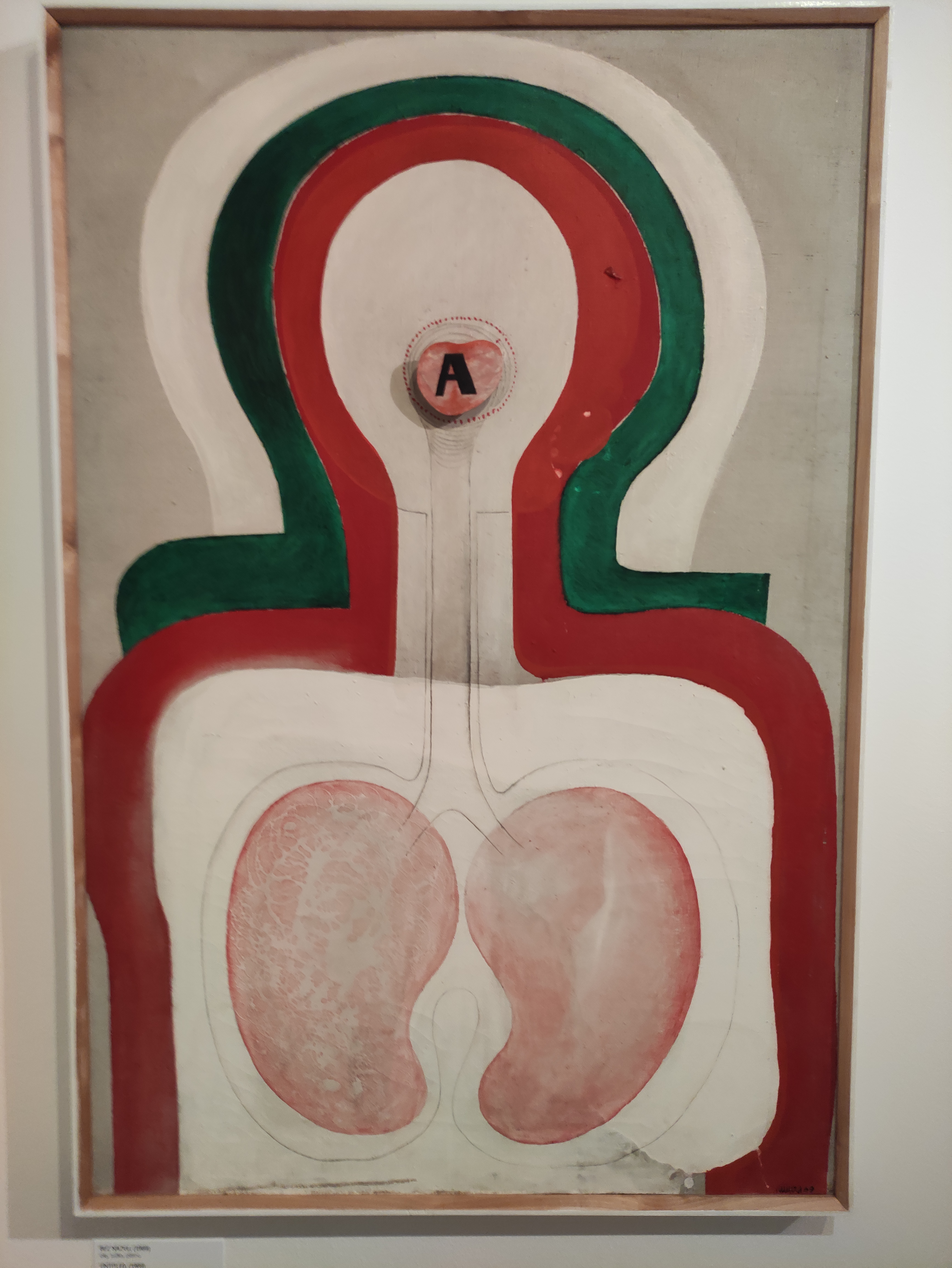
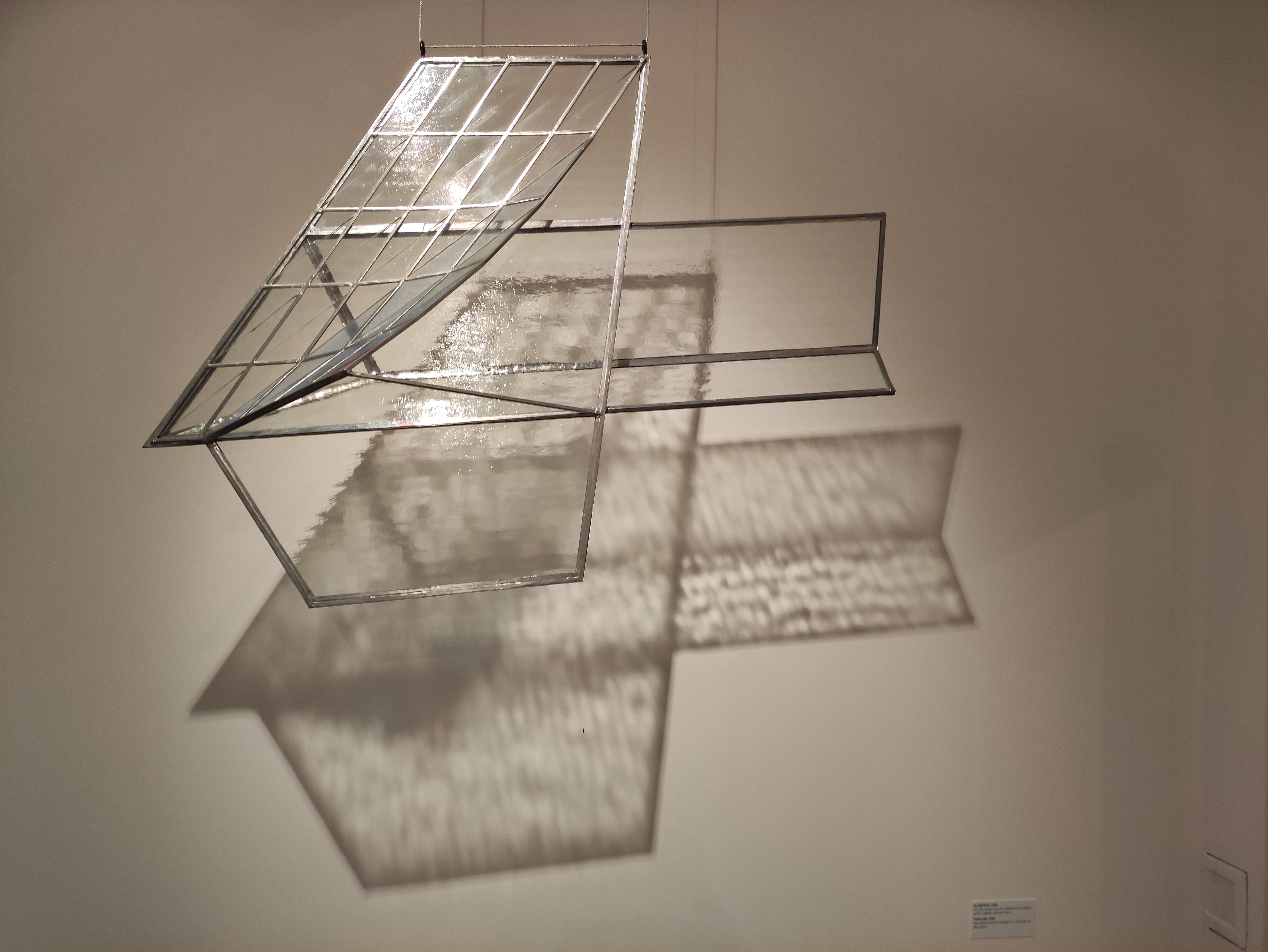
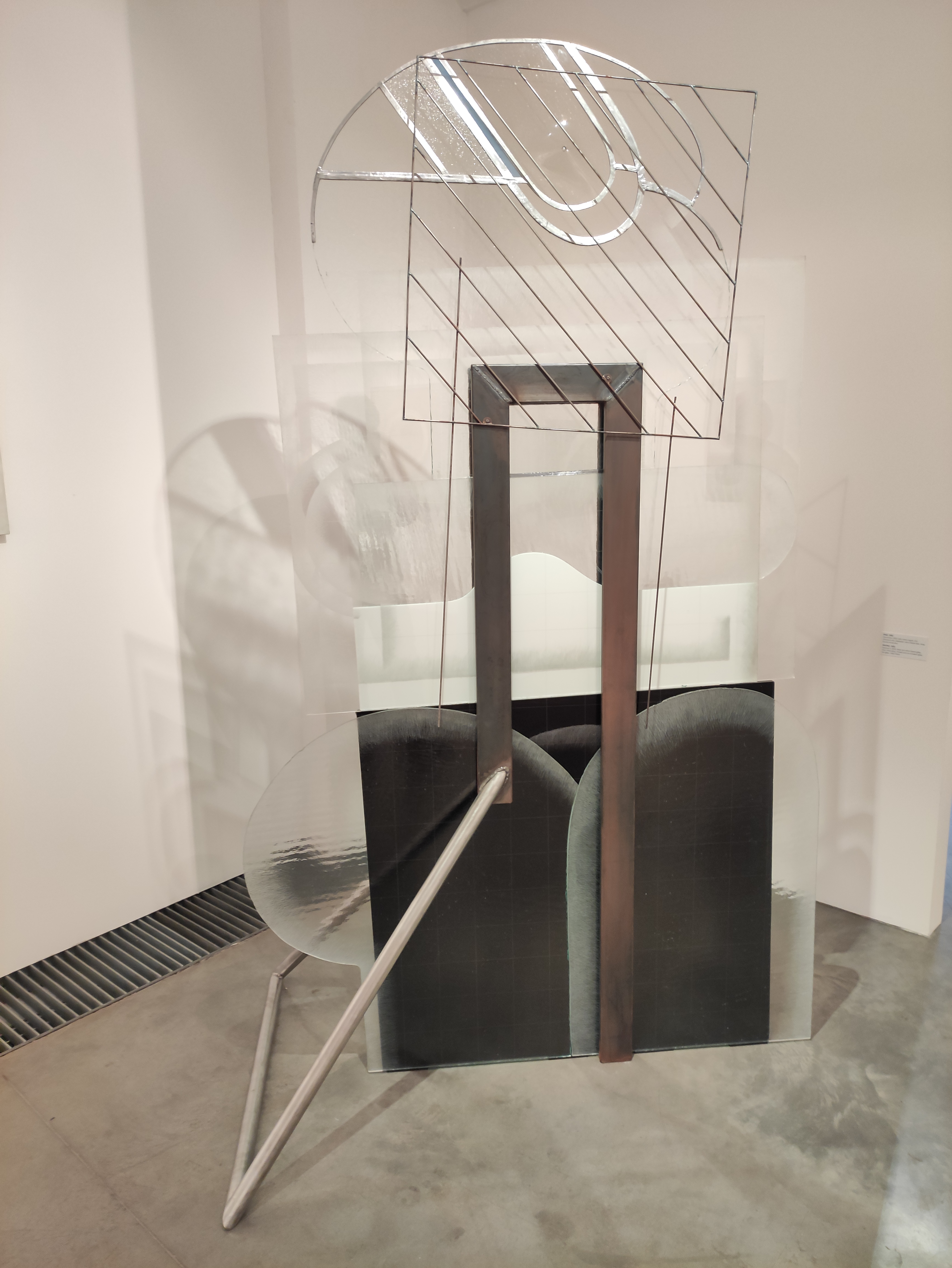

#### Monografie
- Jaroslav Bárta, Helena Musilová (eds.), Karel Vaňura 1937–2018, 140 s., Studio JB (Bárta & Bárta), Lomnice nad Popelkou 2020, ISBN 978-80-86512-62-4

#### Katalogy
- Karel Vańura, SČSVU Praha 1968
- Václav Erben, Plocha, prostor, Galerie Nová síň, Praha 1989
- Alena Volrábová, Sklo, obrazy, grafika (Eliáš, Matouš, Rožátová, Rybák, Vaňura, Vachtová, Vašíček, Volráb), nedatováno

#### Články
- Miroslav Klivar, Sklo Karla Vaňury a soudobá architektura, Architektura ČSR č. 2, 1985, s. 79-80
- Sylva Petrová: Karel Vaňura, Painter, Graphic Artist, Pedagogue, Glassmaker, Glass Review 43, no. 6, 1988, pp. 22-27

#### Souborné publikace
- Dušan Šindelář, Současné umělecké sklo v Československu, Obelisk, Praha 1970
- Alena Adlerová, Contemporary Bohemian Glass, Odeon, Praha 1979
- František Arnošt, České sklo (Historie českého skla a současnost v oborovém podniku Crystalex Nový Bor), Crystalex, Nový Bor 1985
- Jiří Karbaš, České výtvarné umění v architektuře 1945 - 1985, Odeon, Praha 1985
- Alena Adlerová a kol., Verres de Bohême (1400-1989 chefs-d'œuvre des musées de Tchécoslovaquie), Flammarion, Paris - Union des Arts Décoratifs, Paříž 1989
- Alena Adlerová a kol., Bohemian Glass (1400-1989), Flammarion, Paris - Union des Arts Décoratifs, Paříž 1990
- Antonín Langhamer, Legenda o českém skle, 292 s., TIGRIS spol. s r. o. 1999, ISBN 80-86062-02-3
- Sylva Petrová, České sklo, 283 s., Gallery, spol. s r.o. (Jaroslav Kořán), Praha 2001
- Helmut Ricke ed., Czech Glass 1945-80: Design in an Age of Adversity, published by Arnoldsche, 2005, s. 334-337
- Verena Wasmuth, Tschechisches Glas, Böhlau Verlag, Kolín nad Rýnem 2016
- Sylva Petrová, České sklo, Vysoká škola uměleckoprůmyslová (od 1945), Praha 2018

#### Encyklopedie
- Anděla Horová (ed.), Nová encyklopedie českého výtvarného umění (N-Ž), Academia, nakladatelství Akademie věd České republiky, Praha 1995. s. 896, ISBN 80-200-0522-6
- Slovník českých a slovenských výtvarných umělců 1950–2008 (XIX. V – Vik), Výtvarné centrum Chagall, Ostrava 2008